# José Luis Cachay
José Luis Cachay Ramos (Chiclayo, 6 de agosto de 1959) es un comediante y personalidad de televisión peruano. Bajo el simple nombre artístico de «Cachay», obtuvo la popularidad por su faceta de cómico ambulante y encausar su fama en los programas de comedia de su país.

## Primeros años
José Luis Cachay Ramos nació el 6 de agosto de 1959 en la ciudad de Chiclayo del departamento de Lambayeque, proveniente de una familia de clase baja. Además, es el tío de César Mori «Puchito» y Jorge Saavedra «Flautín», quiénes también se desempeñan como cómicos.
En sus primeros años trabajó en el mercado local. En 1981 participó en el conflicto del Falso Paquisha, en el país vecino de Ecuador, donde realizó su primera obra El tirador selecto.

## Trayectoria
Luego de realizar obras locales para el ejército peruano, comenzó su carrera artística como artista de circo en su ciudad natal, realizando diferentes espectáculos, para luego mudarse a la capital peruana Lima trabajando como cómico ambulante en la Plaza San Martín allá por mediados de los años 1980, bajo el simple nombre de «Cachay».
No era hasta el año 1998, cuando se incursiona por primera vez en la televisión con el programa humorístico Los reyes de la risa por la cadena Red Global sin conseguir el éxito, compartiendo junto a otros humoristas, siendo Tripita, Lorenzo Zubiate, Kike Suero y Danny Rosales entre ellos. Además, fue invitado al programa talk show Mónica de la mano de la periodista y presentadora Mónica Zevallos y tiempo después, alcanzó a la fama con su participación en el espacio televisivo Los ambulantes de la risa por el canal Panamericana Televisión en el año 1999.
Tras el final del show en el año 2000, Cachay continuó trabajando en los medios de su país, retirándose de su faceta de cómico ambulante, participando como invitado de diferentes espacios televisivos, destacando en programas humorísticos y de espectáculos,[cita requerida] siendo entre ellos, su participación en el homenaje a Roberto Gómez Bolaños para el canal América Televisión en 2008 como el ladrón, compartiendo al lado de Germán Loero, quién interpretó al Chapulín Colorado.
Años después fue incluido en el programa cómico peruano Humor.com para el canal RBC Televisión en el año 2014, al lado de Tulio Loza y Miguel Barraza. Además, Cachay concursó en el programa de parodias Los reyes del playback en 2016 quedando segundo puesto al final de la competencia y al año siguiente, prestó su presencia para el programa deportivo El show del fútbol con el periodista Jesús «el Tanke» Arias. Anunció su propia película bajo el nombre de Yo no soy feo, soy Cachay en el año 2016, la cual fue el protagonista y basado en su unipersonal homónimo.[cita requerida] Previo a su proyecto cinematográfico, prestó su colaboración con Arturo Álvarez para el programa Legalmente humor.
Participa esporádicamente como colaborador del espacio televisivo nocturno Al sexto día a partir el 2015 realizando diversos reportajes en las calles de la capital Lima[cita requerida] y caracterizando sus personajes como «La Bestia». Además, Cachay se sumó al programa de comedia Los capos de la risa para la cadena chilena TVC en el año 2013 como invitado especial, al lado de su hermano «Puchito». También, se incluye al reparto de la película cómica peruana Gemelos sin cura en 2017, interpretando a Elmo.
En febrero de 2023, fue incluido al lado de los también cómicos Chino Risas y Michael Ovalle, para la elaboración de un proyecto humorístico de la mano de la televisora Latina Televisión titulado como Jirón del humor. En simultáneo, presenta su programa de entrevistas A Cachay con Sara, al lado de Sara Manrique y participó en el videoclip del tema musical «Ruge la ciudad», interpretado por la banda musical de rock Bala Perdida.

## Créditos

### Televisión
| Año           | Título                    | Papel                                   | Emisión                 | Ref.             |
| ------------- | ------------------------- | --------------------------------------- | ----------------------- | ---------------- |
| 1998-1999     | Los reyes de la risa      | Comediante                              | Red Global              | [ 19 ]           |
| 1999-2000     | Los ambulantes de la risa | Comediante                              | Panamericana Televisión | [ 20 ]           |
| 2003          | A reír                    | Comediante                              | Red Global              | [cita requerida] |
| 2007-2008     | Recargados de risa        | Comediante e imitador                   | América Televisión      | [ 21 ]           |
| 2008          | Chespirito en 11 y 12     | Ladrón (Sketch de El Chapulín Colorado) | América Televisión      | [ 5 ]            |
| 2010          | Vidas extremas            | Participante invitado                   | ATV                     | [ 22 ]           |
| 2010-2011     | Súper humor               | Comediante                              | Global TV               | [ 23 ]           |
| 2014          | Humor.com                 | Comediante                              | RBC Televisión          | [ 6 ]            |
| 2015          | Igualitos                 | Invitado especial                       | Panamericana Televisión | [cita requerida] |
| 2015-2021     | Al sexto día              | Comediante y colaborador                | Panamericana Televisión | [ 11 ]           |
| 2016          | Los reyes del playback    | Participante (Segundo puesto)           | Latina Televisión       | [ 7 ] [ 24 ]     |
| 2016-2017     | Legalmente humor          | Comediante                              | Panamericana Televisión | [ 25 ]           |
| 2017-2018     | El show del fútbol        | Comediante                              | Latina Televisión       | [ 8 ]            |
| 2022          | El show de locos          | Comediante y presentador                | YouTube                 | [cita requerida] |
| 2022-presente | A Cachay con Sara         | Comediante y presentador                | YouTube                 | [ 16 ]           |
| 2023          | Jirón del humor           | Comediante e imitador                   | Latina Televisión       | [ 26 ]           |

### YouTube
| Año  | Título      | Papel             | Ref.   |
| ---- | ----------- | ----------------- | ------ |
| 2022 | Habla causa | Invitado especial | [ 27 ] |

### Cine
| Año  | Título                            | Papel           | Ref.             |
| ---- | --------------------------------- | --------------- | ---------------- |
| 2009 | 007 Hue Bond: Otro día para gemir | El Barón Cachay | [ 28 ]           |
| 2016 | Yo no soy feo, soy Cachay         | Él mismo        | [cita requerida] |
| 2017 | Gemelos sin cura                  | Elmo            | [ 13 ]           |